# 한국일러스트레이션학회

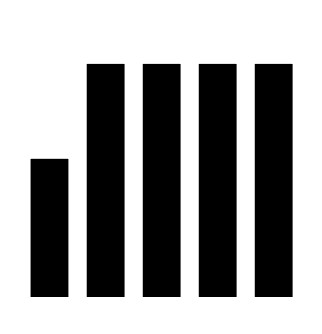
(사)한국일러스트레이션학회 Logo

## 소개
1983년 일러스트레이터 상호간의 연구 활동을 도모하고 협력과 이해 증진으로 유대를 강화하며 일러스트레이션 분야와 국가 산업 및 사회 발전에 기여함을 목적으로 창립되었다.
국내외에서 시행한 회원전과 국제 교류전을 통하여 일러스트레이션 분야의 발전을 선도하여 왔으며 해외 일러스트레이터들과의 교류를 추진해왔다.
또한 매년 국제 공모전을 시행하여 신인을 발굴하고 일러스트레이션에 대한 관심을 촉진 시키는 역할도 함께 수행하였다.
학회는 위와 같은 작품 활동과 아울러 학술 대회, 논문집 발간 등의 학술 활동도 전개하고 있으며 학회 학술지의 학술진흥재단 등재를 적극적으로 추진하여 2011년 학회 학술지 ‘일러스트레이션 포럼’이 학술진흥재단 등재지로 선정되었다.

## 한국일러스트학회의 주요사업계획
- 일러스트레이션 분야의 진흥을 위한 다양한 사업.
- 디자이너의 권익확보와 상호친교 도모.
- 정기회원전 개최.
- 국외 관계 기관과의 국제교류전 개최.
- 일러스트레이션 분야의 국제 공모전 개최.
- (사)한국일러스트레이션학회 학술대회 개최.
- 일러스트레이션 포럼 년 4회 발간.
- 기타 KSIR의 목적에 필요하다고 인정되는 사업

## 연혁
- 연혁은 학회 홈페이지 연혁란을 참조 바람.
http://illustkorea.or.kr/contents/about_4.php

## 역대회장
- 20대, 21대(2023~현재) 김성필(부경대학교 조형학부 시각디자인전공 교수)
- 17대, 18대, 19대(2018~2022) 최인숙(강원대 교수, 강원디자인진흥원 원장)
- 16대(2016~2017) 신항식(제3 경영연구소 소장)
- 15대(2014~2015) 장범순(세명대학교 명예교수)
- 14대(2012~2013) 윤현정(숭의여자대학교 교수)
- 12대, 13대(2008~2011) 이견실(전, 중앙대학교 교수)
- 11대(2007~2008) 이봉섭(전, 영남대학교 조형대학 학장)
- 10대(2004-2007) 임헌혁(전, 경희대학교 교수)
- 9대(2002~2004) 남용현(강원대학교 명예교수)
- 8대(2000~2002) 박재갑(전, 신라대학교 교수)
- 7대(1997~2000) 故김공웅(전, 한동대학교 교수)
- 6대(1995~1997) 장완영(전, 강원대학교 교수)
- 5대(1993~1995) 김기한(전, 계명대학교 명예교수)
- 4대(1991~1993) 故유제국(전, 중앙대학교 교수)
- 3대(1988~1991) 김홍련(전, 동덕여자대학교 교수)
- 2대(1985~1988) 故김교만(전, 서울대학교 명예교수)
- 1대(1983~1985) 양호일(전, 한양대학교 명예교수)

## (사)한국일러스트레이션학회 홈페이지
http://www.illustkorea.or.kr